# Семёнов-Самарский, Семён Яковлевич
Семён Яковлевич Семёнов-Самарский (настоящая фамилия Розенберг; ? — 27 июля 1911, ж.-д. станция Абомеликово-Слободка) — артист оперы (бас-баритон), драмы, оперетты, режиссёр и антрепренёр.
Первые актерские шаги делал в Одесской оперетте. В 1887 году выступал в Екатеринбурге в антрепризе П. Медведева.
В 1890—1891 открыл в Уфе собственную антрепризу «Русская комическая опера и оперетта», где начал свою сценическую деятельность Ф. И. Шаляпин и где началась его громкая слава, когда он, молодой 17-летний хорист, заменил заболевшего певца в опере Монюшко «Галька». Фёдор Иванович Шаляпин вспоминал: 

 «Я знал Семенова-Самарского как артиста и почти обожал его. Это был интересный мужчина с нафабренными усами… На сцене он держался как рыба в воде и чрезвычайно выразительно пел баритоном в „Нищем студенте“… Барыни таяли перед ним, яко воск пред лицом огня» (Страницы из моей жизни // Федор Иванович Шаляпин: Литературное наследство. Письма, Т. 1. — М., 1976. — С. 87.).
Позднее Семёнов-Самарский выступал в Баку, Тифлисе, Казани, Петербурге (театр Неметти, 1898), Пензе (работал как драматический актёр, 1898—1899), Орле (1899—1900, в драматическом театре) и других городах.
Среди партий: Граф ди Луна («Трубадур»), Альберт («Жидовка»), Мефистофель («Фауст»), Януш, «Граф Рожер де Линьоль» Э.Одрана.
Среди его партнеров — Нина Террачиано (Корганова), Фёдор Шаляпин.